# جزيرة نيشينو
جزيرة نيشينو (باليابانية: 西之島 أي نيشينوشيما) هي جزيرة تقع في اليابان ضمن أوغاساوارا (فرع محافظة أوغاساوارا).

وتقع الجزيرة على بعد حوالي 1000 كم من العاصمة طوكيو و 130 متر من جزيرة شيشي. 

تبلغ مساحة هذه الجزيرة 0،29 كم². وتكونت جراء ثوران أحد البراكين في المحيط.

في 20 نوفمبر 2013، خلف ثوران بركاني ظهور هذه الجزيرة في عرض المحيط.

## روابط خارجية
- جزيرة نيشينو على موقع برنامج البراكين العالمي.
- جزيرة نيشينو على موقع وكالة الارصاد الجوية اليابانية.